# Паны (Пермский край)
Паны — деревня в Пермском районе Пермского края. Входит в состав Гамовского сельского поселения.

## География
Деревня расположена примерно в 1 км к югу от административного центра поселения, села Гамово.

## Население
| 2010 |
| ---- |
| 50   |

## Топографические карты
- Лист карты O-40-77 Юг. Масштаб: 1 : 100 000. Состояние местности на 1983 год. Издание 1985 г.